# Veselice
Veselice je obec v okrese Mladá Boleslav ve Středočeském kraji. Rozkládá se asi osmnáct kilometrů východně od Mladé Boleslavi. Žije zde 129 obyvatel.

## Historie
První písemná zmínka o obci pochází z roku 1397.

## Obyvatelstvo
| Rok            | 1869 | 1880 | 1890 | 1900 | 1910 | 1921 | 1930 | 1950 | 1961 | 1970 | 1980 | 1991 | 2001 | 2011 | 2021 |
| -------------- | ---- | ---- | ---- | ---- | ---- | ---- | ---- | ---- | ---- | ---- | ---- | ---- | ---- | ---- | ---- |
| Počet obyvatel | 363  | 327  | 333  | 284  | 266  | 275  | 275  | 174  | 167  | 163  | 146  | 119  | 103  | 132  | 130  |
| Počet domů     | 44   | 43   | 47   | 48   | 54   | 56   | 59   | 56   | 49   | 46   | 40   | 56   | 58   | 59   | 64   |

## Obecní správa

### Územněsprávní začlenění
Dějiny územněsprávního začleňování zahrnují období od roku 1850 do současnosti. V chronologickém přehledu je uvedena územně administrativní příslušnost obce v roce, kdy ke změně došlo:
- 1850 země česká, kraj Jičín, politický okres Jičín, soudní okres Sobotka;[6]
- 1855 země česká, kraj Mladá Boleslav, soudní okres Sobotka;[6]
- 1868 země česká, politický okres Jičín, soudní okres Sobotka;[6]
- 1939 země česká, Oberlandrat Jičín, politický okres Jičín, soudní okres Sobotka;[7]
- 1942 země česká, Oberlandrat Hradec Králové, politický okres Jičín, soudní okres Sobotka;[8]
- 1945 země česká, správní okres Jičín, soudní okres Sobotka;[9]
- 1949 Liberecký kraj, okres Mnichovo Hradiště;[10]
- 1960 Středočeský kraj, okres Mladá Boleslav.[11]
- k 1. lednu 1974 Středočeský kraj, okres Mladá Boleslav, obec Domousnice[12]
- k 24. listopadu 1990 Středočeský kraj, okres Mladá Boleslav[12]

## Pamětihodnosti
- Socha svatého Jana Nepomuckého v polích na jih od vesnice
- Židovský hřbitov ve Veselici severně od vsi

## Doprava

### Silniční doprava
Do obce vede silnice III. třídy Domousnice–Bačalky–Libáň.

### Železniční doprava
Železniční trať ani stanice na území obce nejsou.

Nejblíže obci je železniční stanice Dolní Bousov ve vzdálenosti 5,5 km ležící na trati 064 z Mladé Boleslavi do Staré Paky a na trati 063 z Bakova nad Jizerou do Dolního Bousova.

### Autobusová doprava
V obci zastavovaly v pracovních dnech června 2011 autobusové linky Dolní Bousov-Rabakov-Dolní Bousov (1 spoj tam), Mladá Boleslav-Dlouhá Lhota-Libáň (2 spoje tam i zpět) (dopravce TRANSCENTRUM bus, s.r.o.) a Kopidlno-Libáň-Dětenice-Mladá Boleslav (4 spoje tam i zpět) (dopravce BusLine, a.s.).